# JR貨物コキ200形貨車
JR貨物コキ200形貨車（JRかもつコキ200がたかしゃ）とは、日本貨物鉄道（JR貨物）が各種海上コンテナ輸送用として2000年度から製作する貨車（コンテナ車）である。
同形車として鹿島臨海鉄道に車籍を有していたコキ2000形についても解説する。

## 概要
濃硫酸・カセイソーダ液などの化成品関連品目は、それぞれ専用のタンク車によって輸送されてきた。車両の構造上最高速度が 75 km/h にとどまり列車の速度向上に支障があること、車両自体の経年も取替えを検討する時期に達したものが増加したことから、JR貨物はこれらの貨車を順次ISO 668規格に準ずる、国際海上コンテナ仕様の 20 ft コンテナで置き換える方式を荷主に提案・推進することとし、1996年より ISO 規格タンクコンテナが順次投入された。
ISO 規格 20 ft タンクコンテナの総重量は 24 t に達し、構造上これを1個しか積載できない従来のコンテナ車では積載効率に難があった。当初、ISO 20 ft（24 t）コンテナ２個、又は高さ 9 ft 6 in のハイキューブ（背高）ISO 40 ftコンテナ１個を積載し、JR線全線で輸送可能とした低床式汎用コンテナ車コキ72形を1996年に試作したが、小径車輪・空気ばね台車など低床式ゆえの特殊構造が導入初期コストに加重することから、量産化は断念された。
低床貨車に頼らないハイキューブコンテナの輸送可能性を確認するため建築限界の調査を実施した結果、主要幹線の多くの区間で物理的にも輸送が可能と判明した。これを受け、コキ100系コンテナ車 と共通の床面高さ 1,000 mm で ISO 20 ft（24 t）コンテナ2個を積載可能として開発された車両がコキ200形である。
2000年にコキ200形1両と同形車コキ2000形2両が試作された。コキ200形は翌2001年から2005年まで量産され、車扱が主体であった化成品貨物輸送のコンテナ化が進展している。

## 構造

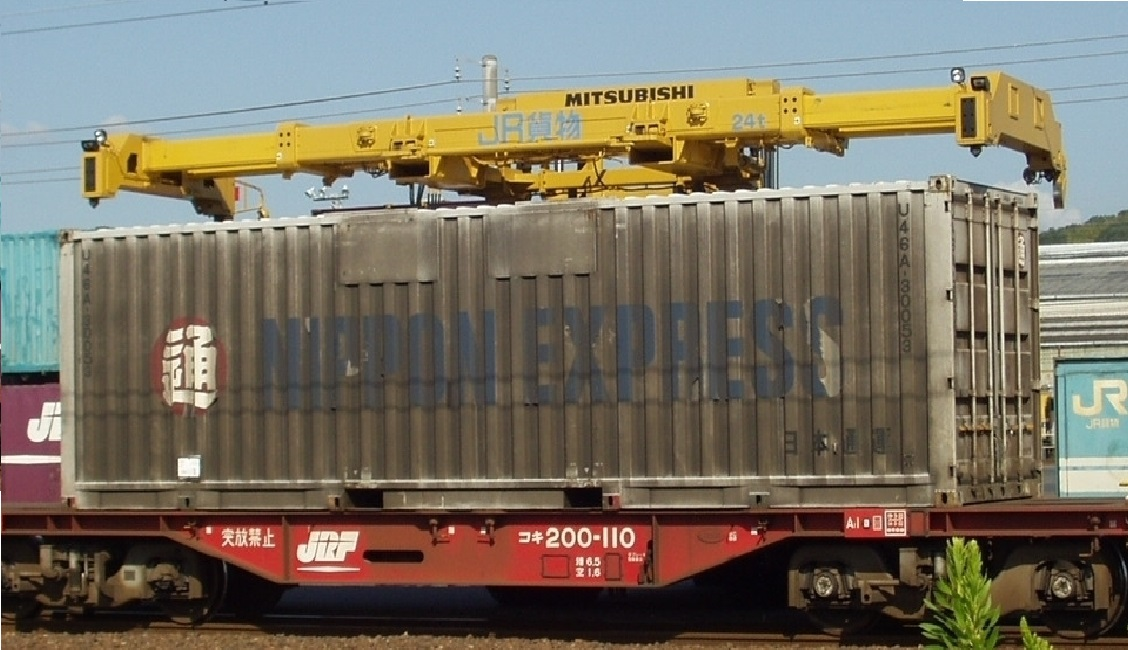
軽量仕様12.3 t級の鉄道用30 ftコンテナ単体で積載した、コキ200-110への積載事例。
（2003年10月、旧、西岡山駅）

台枠は従来のコンテナ車と同様な魚腹形側梁で、床面高さはコキ100系と同一の 1,000 mm である。車体の一端に手すりとデッキ、昇降用ステップを有する。「突放禁止」扱いとされ、手ブレーキは留置専用であるが、コキ107を除くコキ100系と異なり操作ハンドルはデッキ手すりにある。外部塗色は赤、台車は灰色である。
軽量化のため、車体長は 20 ft コンテナ2個が積載可能な極限まで短縮され、連結面間隔は 15 m 級、自重は 16.9 t に抑えている。荷重は 48.0 t で、鉄道私有コンテナでは、20 ft各種および ISO 20 ft（24 t）コンテナ2個が積載可能である。ほかに鉄道私有コンテナでは、24 ftまたは30 ftおよび ISOコンテナでは 20 ft（日本国内での最大認可重量の30.48 t積み）または ISO 40 ft（30.48 t）のいずれかの種類が、1個積載可能である。ただし12 ft コンテナは、緊締装置がないため積載できない。高さ 8 ft 6 inまでのコンテナは全域で積載ができるほか、高さ 9 ft 6 inまでの背高コンテナも一部区間に限定して積載可能である。
台車は新形の FT3 形で、コキ106形の FT2 形台車を基本に軸距を拡大し、軸受を重荷重対応の大型のものに変更した（JT11B→FJT1）。コイルばね2組の枕ばねは FT2 と同様であるが、FT3 では軸ゴムとシェブロンゴムの軸箱支持装置にばね定数切り替え構造を採用している。空車時は軸ゴムと台車枠は接触せず、シェブロンゴムのみが荷重負担して柔軟な軸ばねとして機能し、輪重抜けを回避する。大荷重時はシェブロンゴムの変形により軸ゴムと台車枠が接触して、FT2 と同様の機能となる。台枠強度を確保しつつ床面を下げるため、車輪径はタキ1000形で実績のある 810 mm に小型化された。
ブレーキ装置は CLE 方式（応荷重式電磁自動空気ブレーキ）で、荷重を感知する測重機構は従来の油圧式から空気式に変更された。基礎ブレーキ装置はユニットブレーキとされた。これは1991年製作のデュアルモードトレーラー（DMT）試作車ワ100形 で採用されたもので、日本国内で実用された貨車では初の採用である。最高速度は 110 km/h である。

## 形式別概要

### コキ200形
2000年から2005年までに154両（1 - 154）が製作された。コキ200-1は量産先行車で、側梁の形状が異なる。2001年以降に製作された車両（45 - ）は、留置ブレーキ動作時に車側に表示板が突き出す手ブレーキ緊解表示装置が設置されている。

### コキ2000形
タンク車をタンクコンテナ輸送に直接置き換えるための私有貨車として計画された形式で、2001年に2両が製作された。私有貨車としての計画が中止されたのに伴って最終的に鹿島臨海鉄道の車籍となり、JR貨物以外の鉄道事業者に籍を置く唯一のコンテナ車である。JR線への乗り入れ承認を受け、JR線への直通運用が可能である。
コキ200形と基本仕様・積載設備は同仕様である。側梁の形状は川崎重工業製のコキ2000-1はコキ200形量産先行車と同一であるが、日本車輌製造製のコキ2000-2はコキ2000-1と構造が異なる。2004年に除籍されている。

## 運用
コキ100系とは運用が分かれており、化成品や重量コンテナ等を取り扱う駅を中心に発着している。一例として奥野谷浜 - 塩浜間や千鳥町 - 東港・名古屋南貨物・姫路貨物間などの液化酸化エチレン輸送、速星 - 川崎貨物・名古屋貨物ターミナル間の濃硝酸輸送、川崎貨物 - 倉賀野間のメタノール輸送、九州地区では南延岡からの液化塩素輸送などに投入された。
2009年頃には東北本線系統の国際海上コンテナ輸送列車に連結されていたこともあったが、以後はJR規格12 ftコンテナも併載可能なコキ106・107形での運用が中心となっている。

## 事故
2011年3月10日に成田線久住 - 滑河間で発生した貨物列車の脱線事故では、空のタンクコンテナを積んでいたコキ200形の2両が滑河駅構内で脱線、うち1両が転覆した。原因はコキ200形の軸ばねのゴムが経年劣化で固くなり、空コンテナを積載した状態では軌道追従性が低下していたためとされた。コキ200形では2009年12月19日にも日豊本線で類似の事故が発生していた。
JR貨物では緊急対策としてコキ200形への空コンテナの積載が恒久対策の実施まで一時制限され、恒久対策として台車中央部の枕ばねを柔らかいものに交換することで軌道追従性の向上が図られた。